# Варберг
Варберг (њем. Warberg) град је у њемачкој савезној држави Доња Саксонија. Једно је од 26 општинских средишта округа Хелмштет. Према процјени из 2010. у граду је живјело 906 становника. Посједује регионалну шифру (AGS) 3154025.

## Географски и демографски подаци
Варберг се налази у савезној држави Доња Саксонија у округу Хелмштет. Град се налази на надморској висини од 132 метра. Површина општине износи 8,0 km². У самом граду је, према процјени из 2010. године, живјело 906 становника. Просјечна густина становништва износи 113 становника/km².